# Jerome Murphy-O’Connor
Jerome Murphy-O’Connor OP (właśc. James Murphy-O’Connor, ur. 10 kwietnia 1935 w Corku, zm. 11 listopada 2013 w Jerozolimie) – irlandzki dominikanin, biblista, teolog katolicki, profesor Francuskiej Szkoły Biblijnej i Archeologicznej w Jerozolimie.